# Polybia plebeja
Polybia plebeja är en getingart som beskrevs av Henri Saussure 1867. Polybia plebeja ingår i släktet Polybia och familjen getingar. Inga underarter finns listade i Catalogue of Life.